# Khỉ đỏ sông Niger
Khỉ đỏ Nigger (Danh pháp khoa học: Piliocolobus epieni) là một loài cực kỳ nguy cấp của nhóm các loài khỉ đỏ colobus, chúng là loài đặc hữu của khu vực phía tây của đồng bằng châu thổ sông Niger. Chúng hiện đang bị đe dọa do nạn săn bắn trộm và mất môi trường sống.

## Phân loại
Từ lần đầu tiên nó được biết đến với danh pháp khoa học (năm 1993) cho đến năm 2007 hoặc 2008, nó được coi là một phân loài của khỉ đỏ colobus miền Tây (Procolobus badius) và gần đây là Piliocolobus pennantii (Procolobus pennantii), và pháp danh ba phần (tên tam thức) của nó là Procolobus badius epieni hoặc Procolobus pennantii epieni. Nhà nghiên cứu Colin Groves chợt nhận ra rằng khỉ đỏ colobus đồng bằng châu thổ sông Niger là một loài với tư cách sinh hoạc hoàn toàn đầy đủ vào năm 2007, mặc dù Groves xem xét rằng tất cả những con khỉ đỏ colobus, bao gồm khỉ đỏ colobus sông Niger này là loài năm trong chi Piliocolobus, chứ không phải là Procolobus (danh pháp này đã được theo sau đây). Tuy nhiên, các tác giả khác xem xét Piliocolobus là một phân chi của Procolobus.

## Mô tả
Các con khỉ đỏ sông Niger là loài khỉ có màu đen trên đỉnh từ đầu đến mông, theo diễn tiến cơ thể chúng trở thành màu cam nâu trên mặt và chân bên ngoài. Mặt dưới và chân bên trong, và hầu hết có màu trắng. Những cái tay và bàn chân có màu đen. Đuôi có màu nâu đỏ trên đầu và màu hạt dẻ hoặc nâu sẫm phần phía dưới, trở thành tối hơn về phía chóp. Nó có râu trắng. 

## Phân bố
Các con khỉ đỏ colobus châu thổ sông Niger chỉ được tìm thấy ở phía tây của đồng bằng châu thổ sông Niger. Nó được giới hạn phân bố trong rừng đầm lầy, có nghĩa là, rừng có mực nước ngầm cao quanh năm nhưng không có lũ lụt. Nó chia sẻ môi trường sống này với một số loài linh trưởng khác, kể cả các con khỉ trắng Guénon Nigeria (Cercopithecus erythrogaster pococki), các con khỉ mặt đỏ trắng (Cercocebus torquatus), khỉ mũi putty (Cercopithecus nictitans), khỉ Mona (Cercopithecus mona), và có lẽ cũng các con khỉ procolobus Verus (procolobus verus). 

## Tình trạng
Khi nó được phát hiện đầu tiên, khỉ đỏ colobus châu thổ sông Niger đã được phổ biến tại địa phương nhưng theo thời gian từ những áp lực từ việc chặt phá rừng, đặc biệt là khai thác gỗ của Hallea ledermannii là một cây cung cấp nguồn thức ăn quan trọng cho các con khỉ này. Kể từ đó, áp lực từ săn thịt rừng và khai thác gỗ gia tăng lên, khỉ đỏ colobus thường xuất hiện như là đặc biệt nhạy cảm với săn bắn và sự xáo trộn môi trường sống, do đó liên quan đến các loài có thể là trên bờ vực tuyệt chủng.
Các con khỉ đỏ Niger vẫn còn được tìm thấy trong Khu bảo tồn rừng Edumanom vào năm 2008. Tuy nhiên, tính đến năm 2008, Liên minh Quốc tế Bảo tồn Thiên nhiên (IUCN) cho rằng chúng là loài cực kỳ nguy cấp, do sự suy giảm số lượng hơn 80% trong vòng 30 năm qua chủ yếu do bị săn bắn và môi trường sống bị mất. Năm 2010, khỉ đỏ colobus châu thổ đồng bằng sông Niger đã được đưa vào danh sách nguy cơ tuyệt chủng loài linh trưởng của thế giới, được công bố bởi IUCN và các tổ chức khác.